# Saksonia-Jena
Księstwo Saksonii-Jena  (niem. Herzogtum Sachsen-Jena ) – księstwo Świętego Cesarstwa Rzymskiego powstałe w wyniku wydzielenia z pozostałych ziem linii ernestyńskiej dynastii Wettynów, istniejące od 1672 do 1690 roku.

## Historia
Księstwo powstało w 1672 dla Bernharda, czwartego syna Wilhelma, księcia Saksonii-Weimar. Saksonia-Jena została włączona ponownie do Saksonii-Weimar po śmierci Jana Wilhelma, syna Bernharda 1690.

## Władcy (Herzöge)
- Bernhard (1672–1678)
- Jan Wilhelm (1678–1690)

1690 - podział pomiędzy Saksonię-Weimar i Saksonię-Eisenach